# Muzeum Pamięci Donelaitisa
Muzeum Pamęci Donelaitisa (lit. Donelaičio memorialinis muziejus, ros. Мемориальный музей Кристионаса Донелайтиса) – muzeum poświęcone Kristijonasowi Donelaitisowi, litewskiemu poecie i luterańskiemu księdzu. Zostało utworzone w 1979 roku na terenie dawnej parafii luterańskiej w Czistych Prudach.

## Historia
W latach 1743–1780 Kristijonas Donelaitis prowadził wspólnotę w Tołminikiejmach, obecnie Czistyje Prudy. Poza tworzeniem dzieł literackich, zbudował kościół, wyremontował pastorówkę oraz zbudował na własny koszt dom dla pasterskich wdów i nową szkołę zamiast spalonej starej.
14 czerwca 1979 r. szczątki poety zostały ponownie złożone w odrestaurowanym kościele. 11 października 1979 roku pod łukami kościoła otwarto Muzeum Pamięci Donelaitisa. Ponad 200 eksponatów muzeum opowiada o epoce, w której żył poeta, o jego drodze życiowej, działalności twórczej i społecznej.
W 1998 roku odrestaurowano dom duszpasterski, który został włączony do kompleksu muzeum.
Kościół w 2007 został uznany za chronionego dziedzictwa kulturowego.
W 2021 roku muzeum przeszło renowację.
Muzeum jest oddziałem Kaliningradzkiego Obwodowego Muzeum Historii i Sztuki.

## Galeria

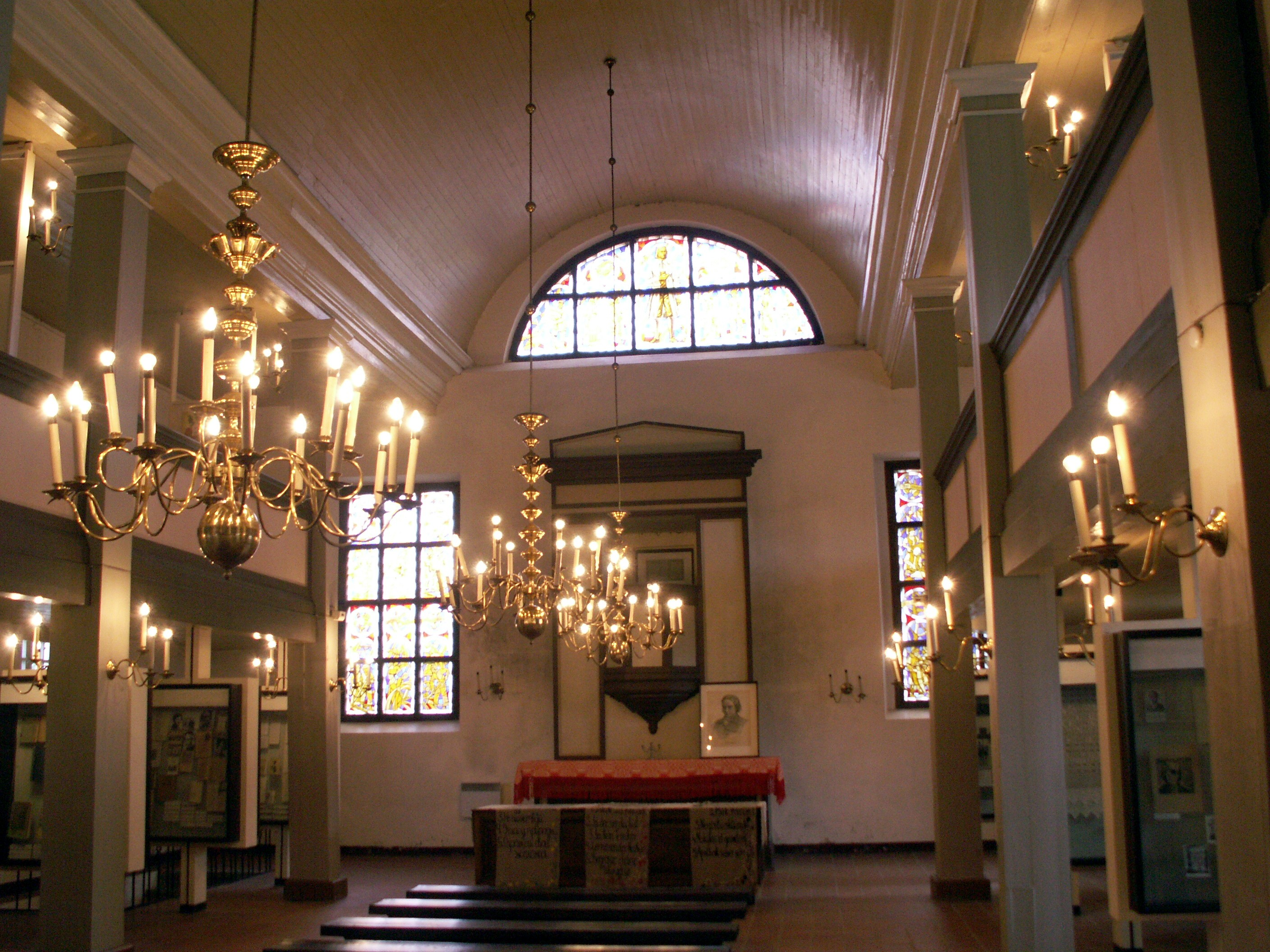
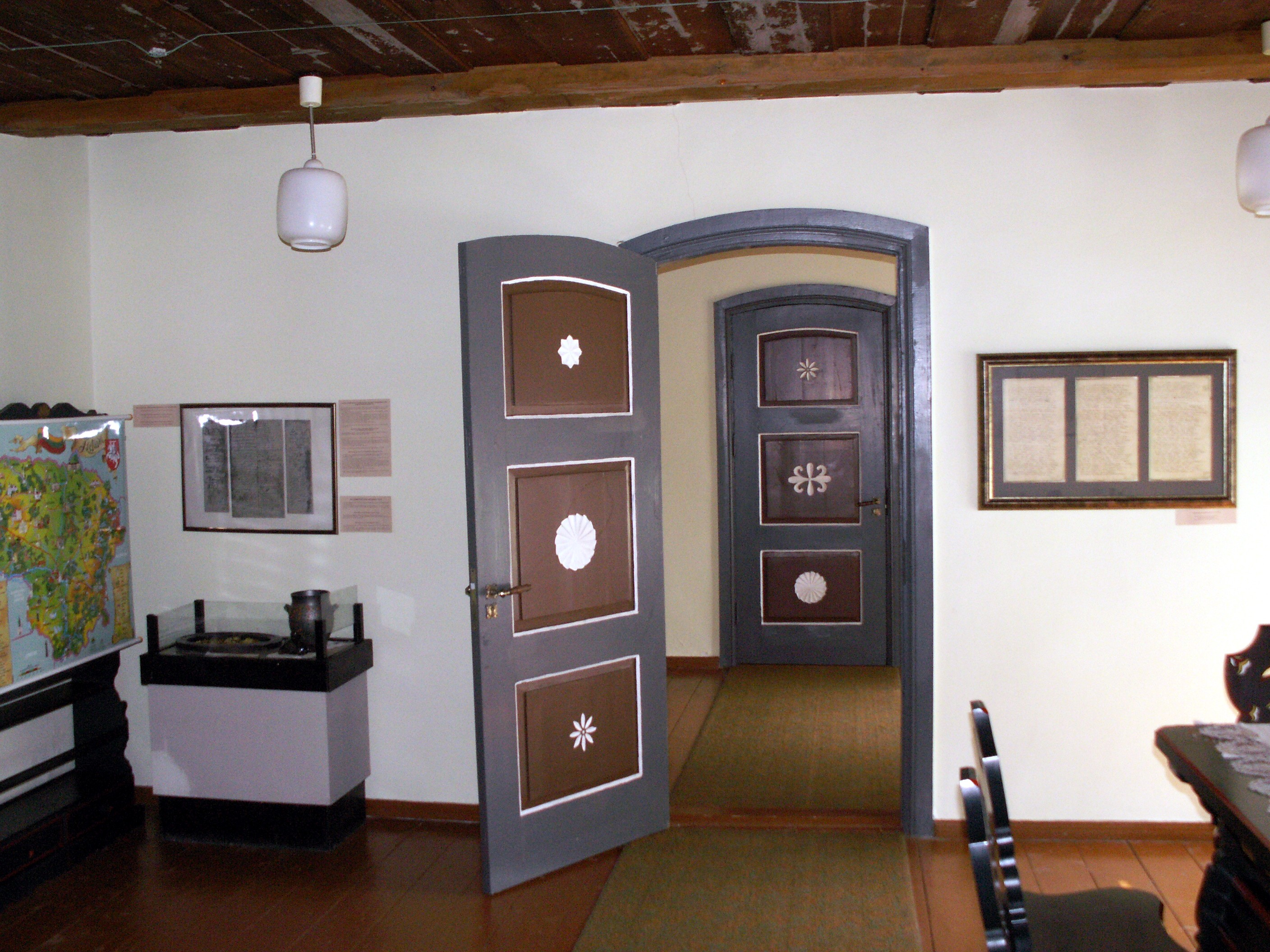
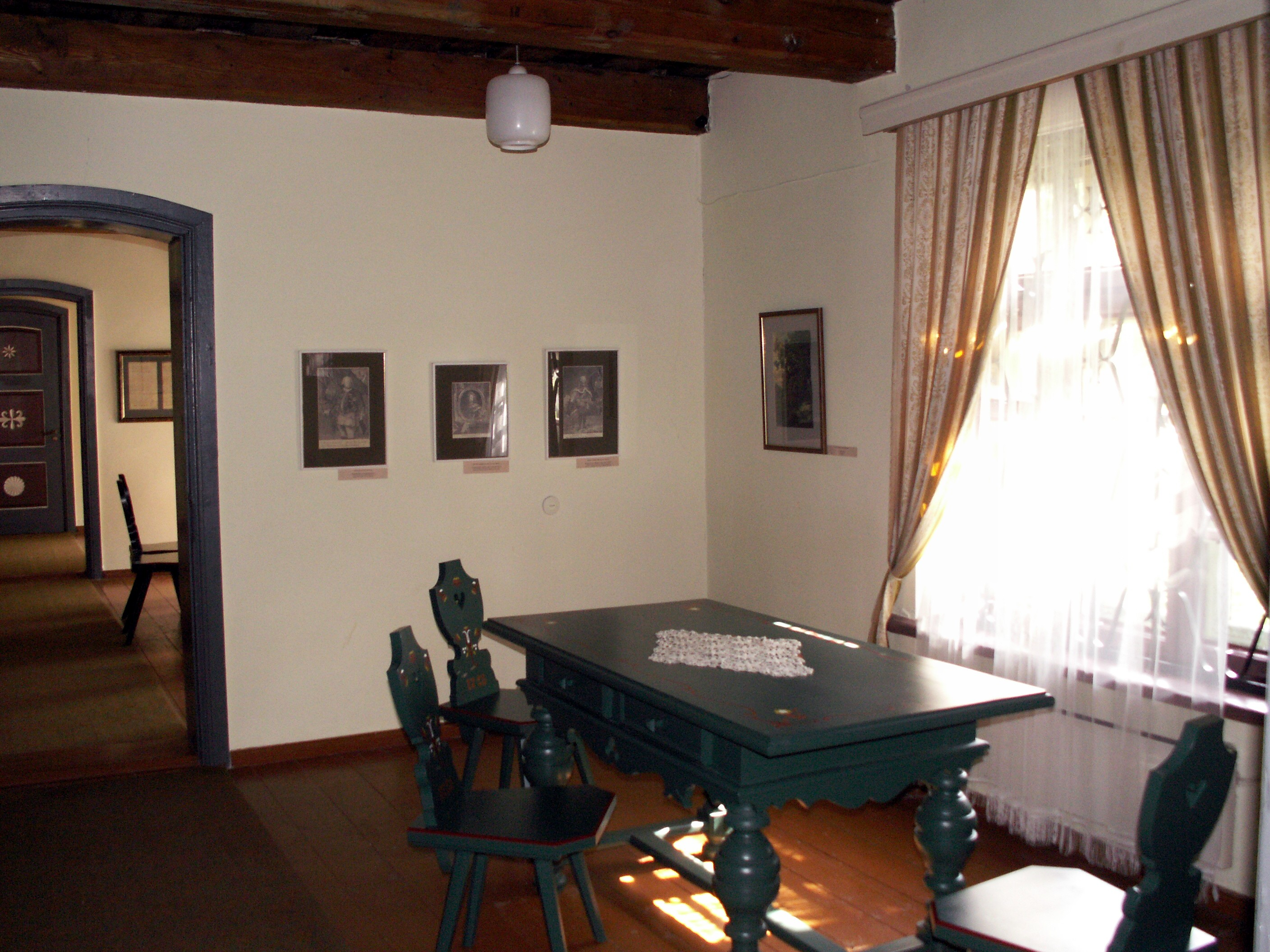
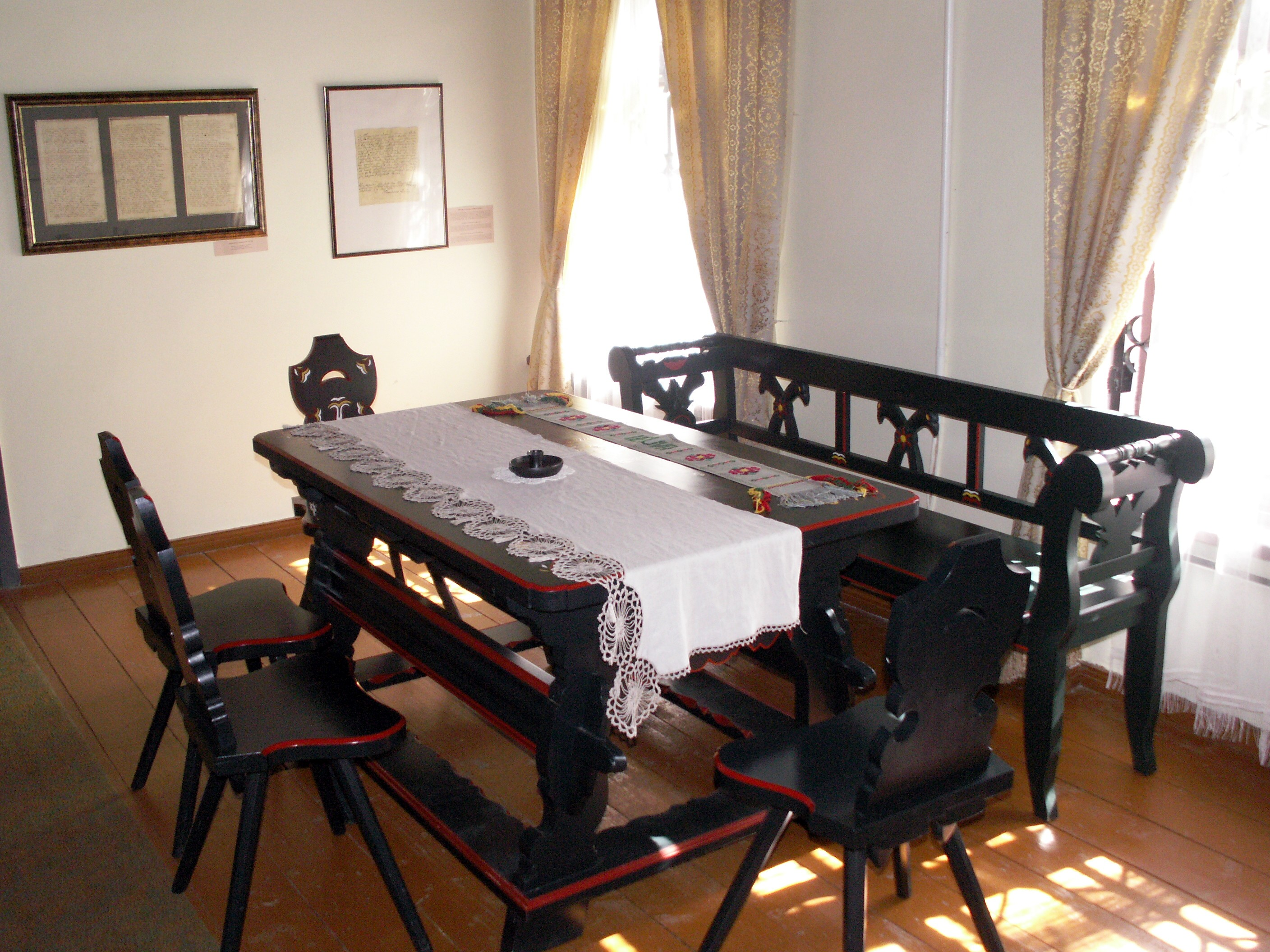
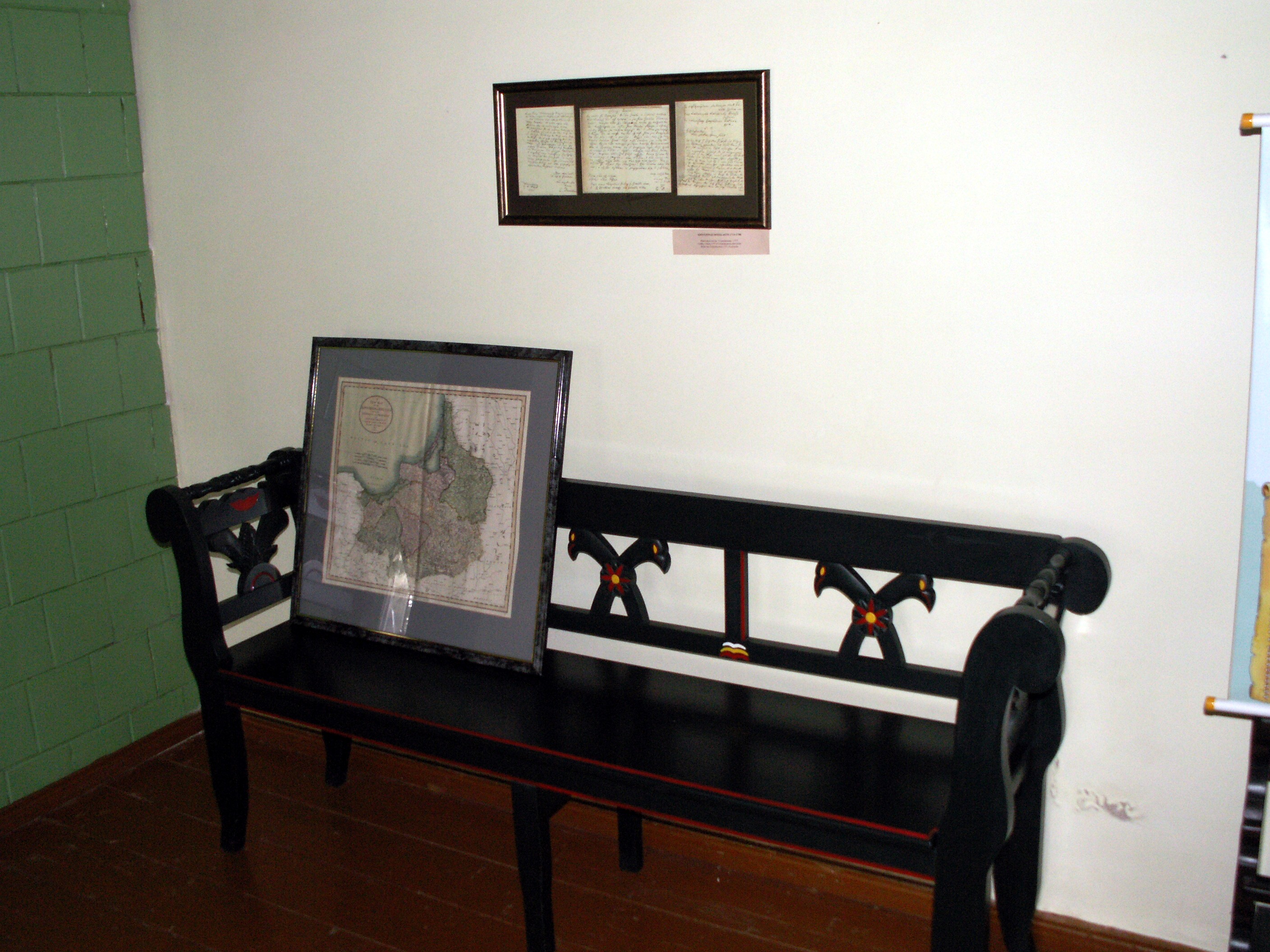
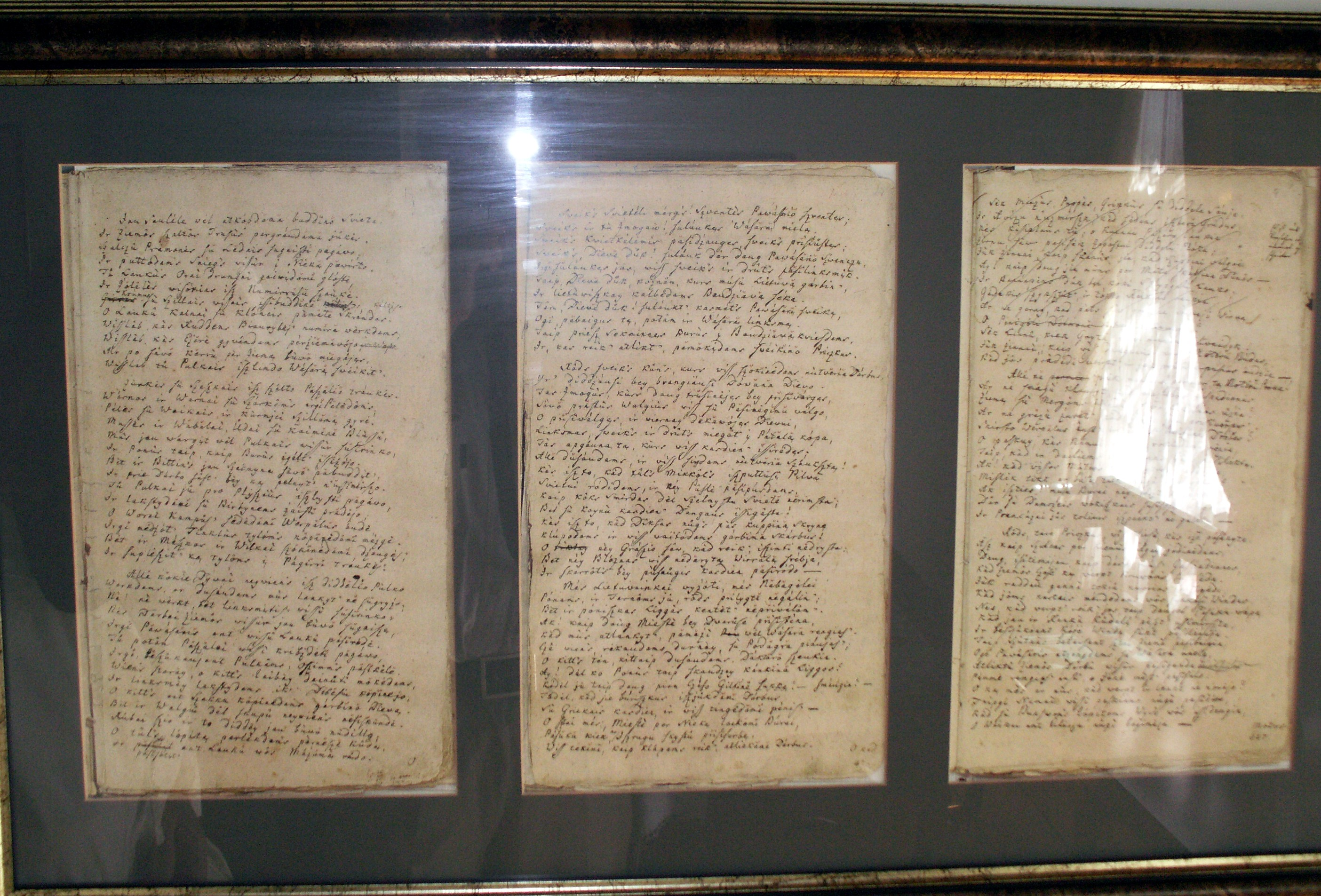
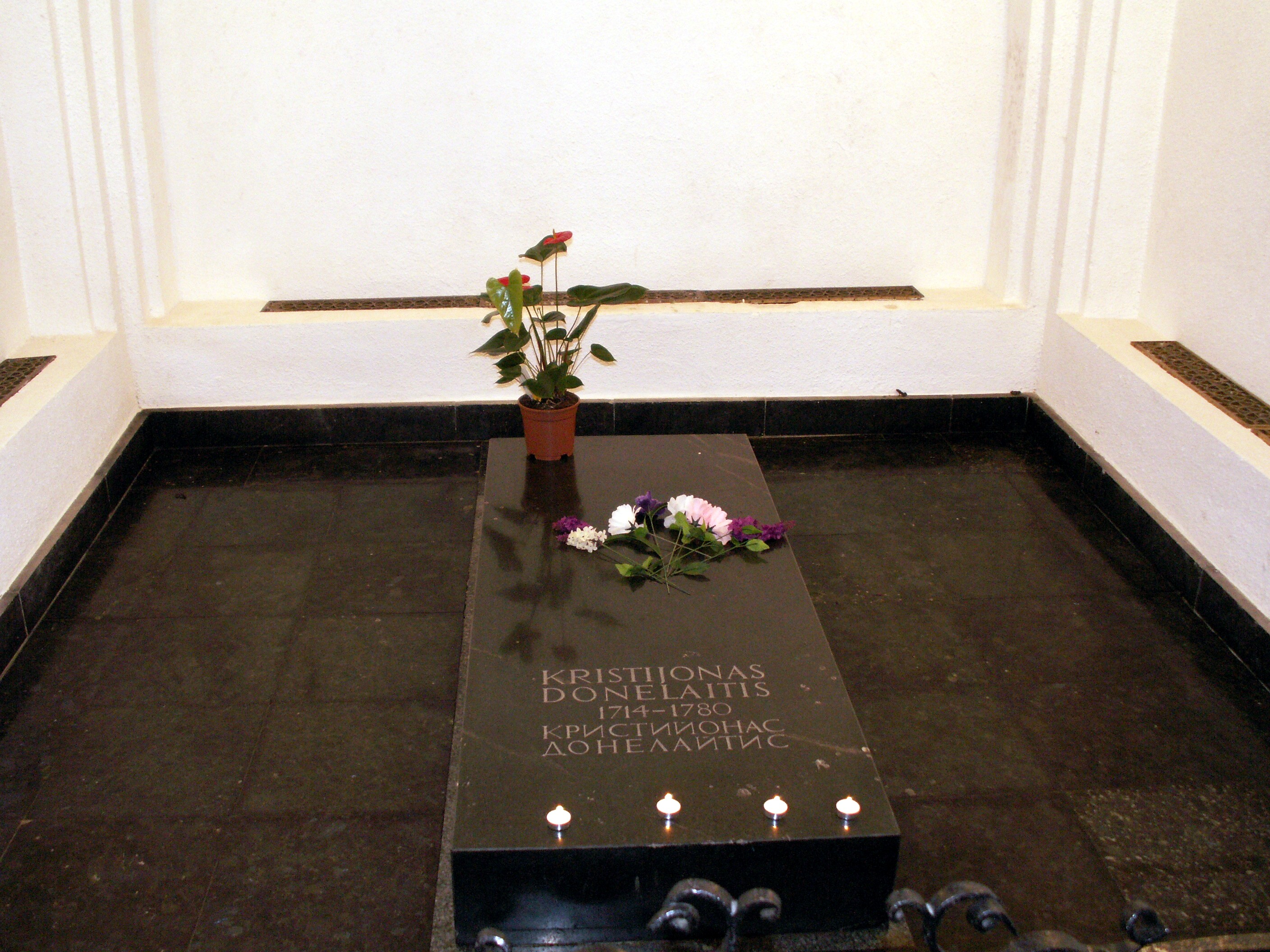
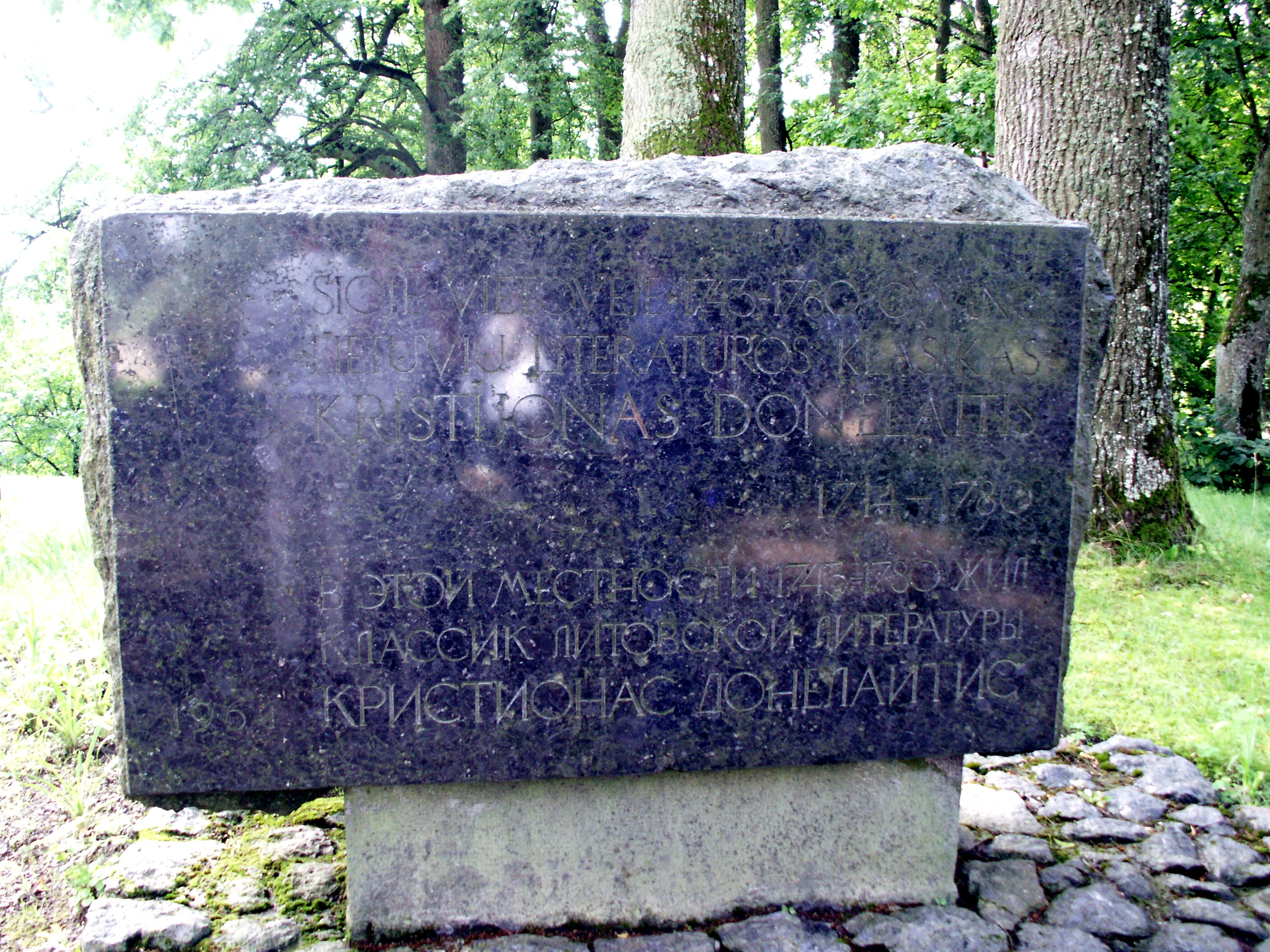
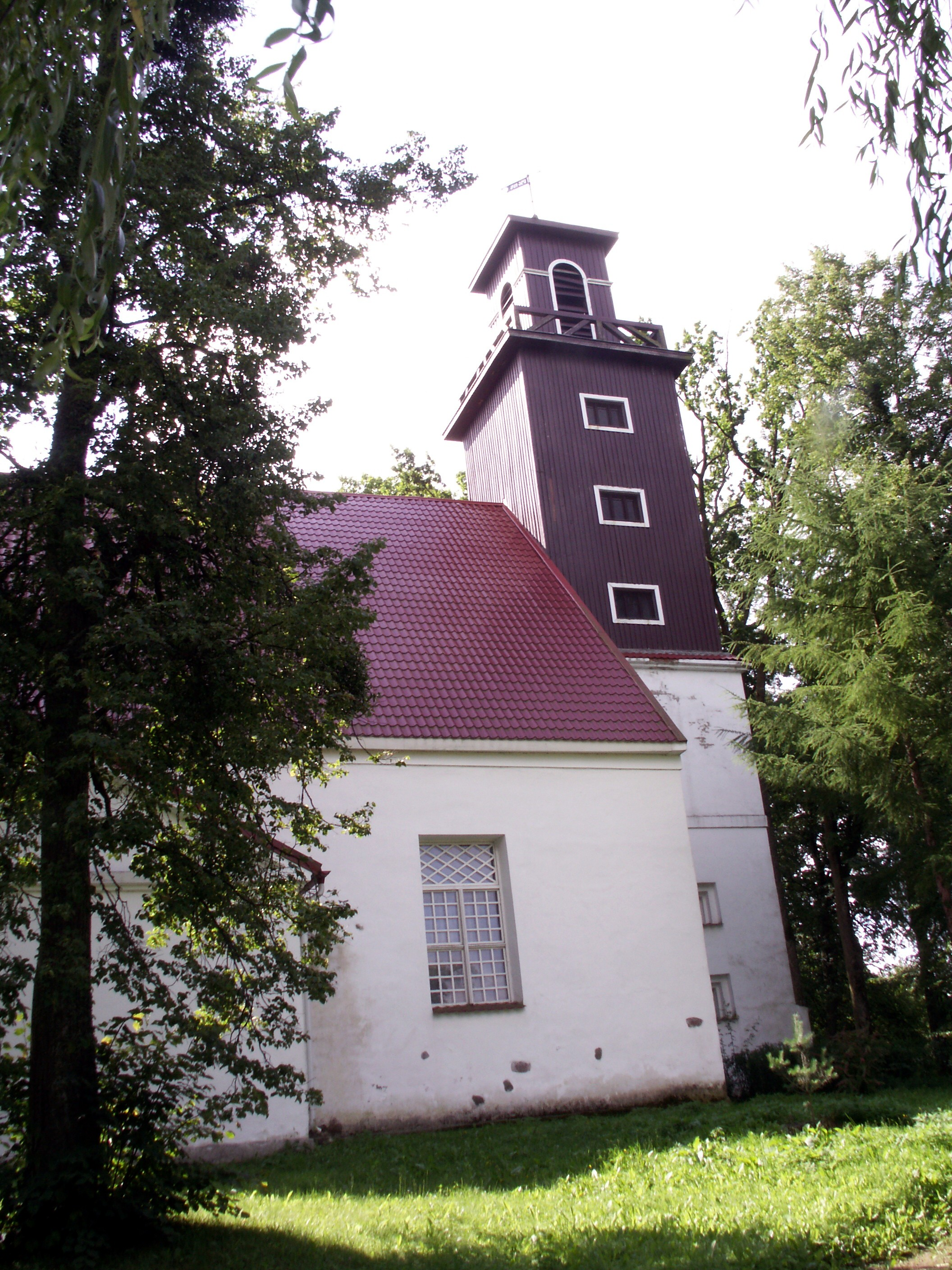
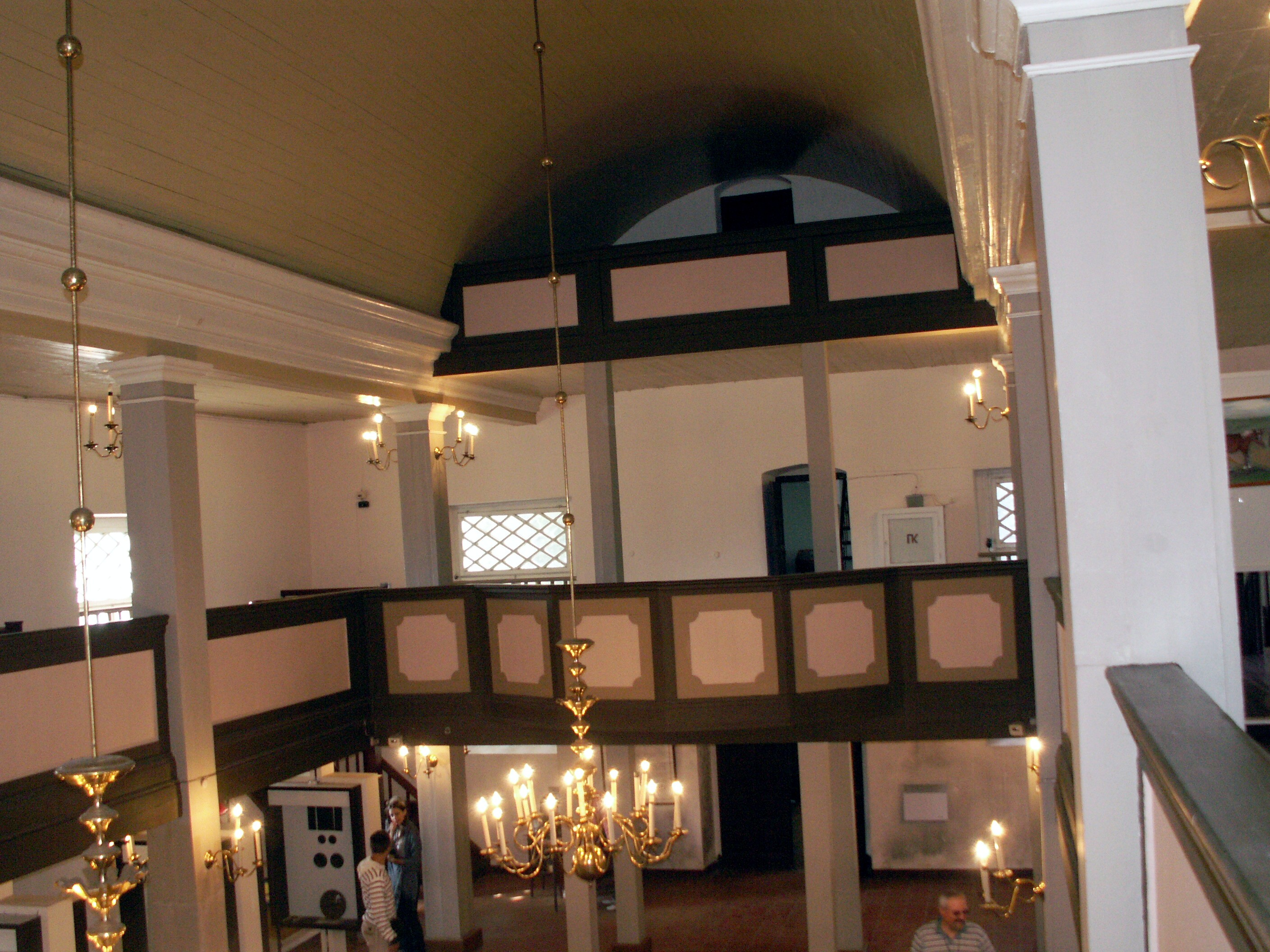
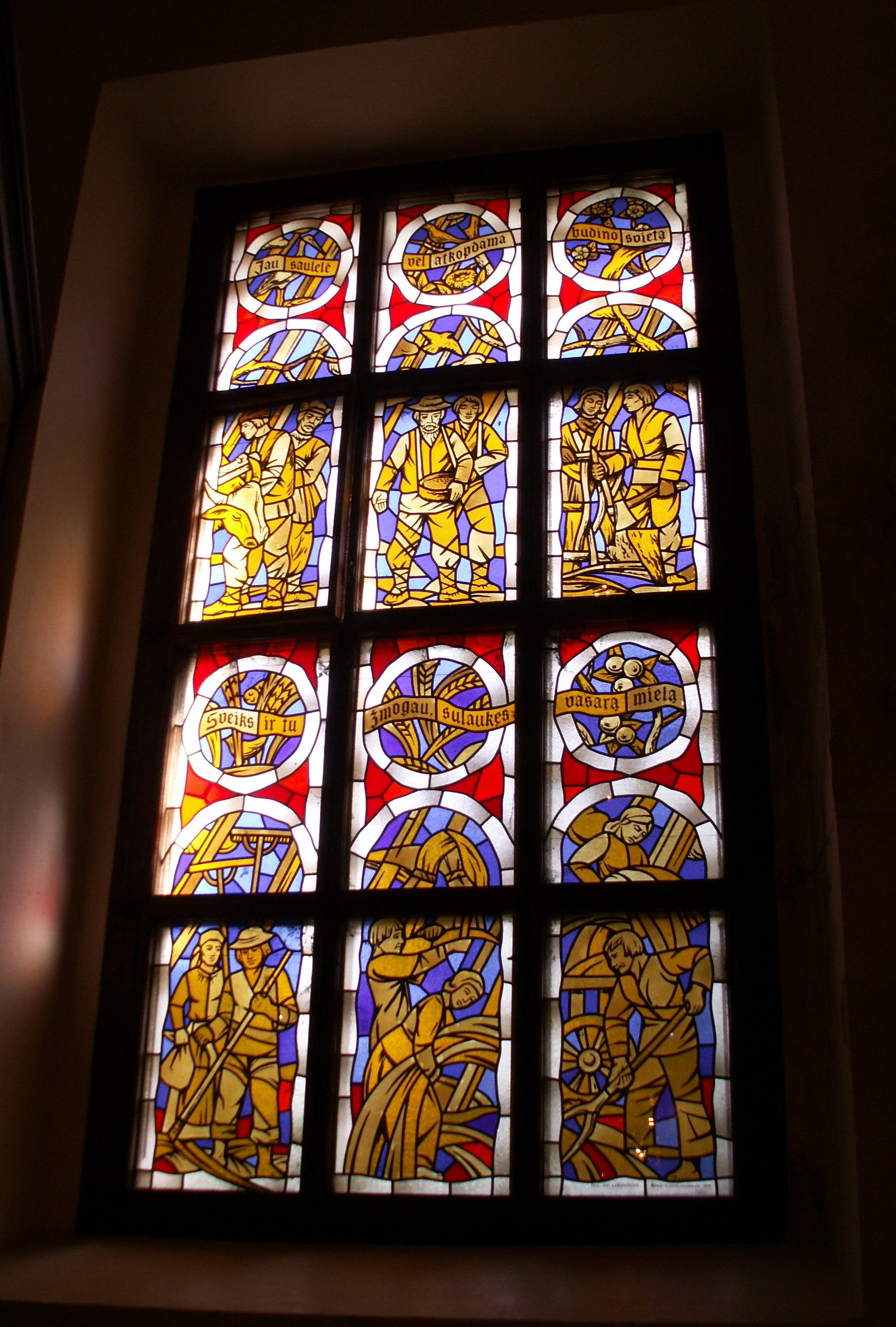